# Barangua
Barangua (en aragonais : Baranguá) est un village de la province de Huesca, situé à environ 9 kilomètres au sud-est de la ville de Sabiñánigo, à 780 mètres d'altitude.